# Final Fantasy: Unlimited with U
Final Fantasy: Unlimited with U è un videogioco di ruolo sviluppato per telefoni cellulari dalla Squaresoft e uscito nel 2002, ispirato all'omonimo anime.